# 金立群
金立群（1949年8月—），中华人民共和国官员、银行家。1998年在朱镕基出任總理時被提拔為財政部副部長，2003年免職。2016年起任亚洲基础设施投资银行行長。

## 生平

### 早年
金立群祖籍浙江省镇海县（今宁波市镇海区），1949年出生于江苏常熟。1965年自江苏省常熟中学毕业，考入江苏省南菁高级中学，1968年毕业。1968年10月参加工作，成为下乡知青，从1968年到1978年一直在农村，种地、修水利、教书，劳动的同时继续学习。

### 工農兵推薦上大學未果
1973年，经邓小平努力，国务院批准了《关于高等学校1973年招生工作的意见》，但招生范围很小，金立群希望推薦上海外国语学院未果。1974年，在国务院总理周恩来指示下，更大规模的推薦招生开始，正在常熟白茆中学当民办教师的金立群，经白茆公社党委推荐，参加了笔试及口试，并通过了外加的一场英语口试（主考为苏州大学教授秦希廉），政治审查也顺利通过，但因张铁生交白卷事件导致政治风向逆转，原来的录取标准被完全推倒，金立群再度与推薦上大学无缘。

### 1977年高考落第與1978年研究生
1977年中国恢复高考，1978年又恢复研究生制度。1978年，金立群考上北京外国语学院英语专业研究生（1977年10月第一次高考，1978年春節後通知77級大學生錄取。1978年5月5日研究生招生初試，1978年3月報名參加研究生考試的全部是1977級高考落第者，春節後被告知未錄取。1978年研究生拿到錄取通知書是1978年9月21日，入校就讀猶晚於1978年第二次高考中錄取的78級大學生。鑒於當時先本科、後研究生的招生實情，1978年研究生屬於1977、1978兩次高考中被淘汰的考生），1980年毕业获英语文学硕士学位。

### 官途
1980年底，完成研究生学业后，随即于1981年受中华人民共和国财政部委派到总部设在美国华盛顿的世界银行工作。1984年到1989年，任中华人民共和国财政部外事财务司副处长。其间，1987年到1988年在美国波士顿大学经济系研究生院进修。1989年到1994年，任财政部世界银行司副司长。其间，1988年在世界银行任中国副执行董事。1994年到1995年，担任财政部世界银行司司长。1995年升任财政部部长助理。1998年9月到2003年，任财政部副部长。
2003年8月1日，出任亚洲开发银行副行长，成为中国首位亚洲开发银行副行长。2008年7月任期届满后卸任，由赵晓宇接任。2008年9月，任中国投资有限责任公司监事长、党委副书记。2013年5月，从中国投资公司监事长一职离任，改任中国国际金融有限公司董事长。2014年10月23日，中国国际金融有限公司发布声明称，金立群不再担任该公司董事、董事长职务，由中国投资有限责任公司董事长兼首席执行官丁学东接任中国国际金融有限公司董事、董事长职务。
2014年初，亚洲基础设施投资银行中方筹建工作组成立，金立群任组长。2014年，任亚洲基础设施投资银行临时多边秘书处秘书长。2016年1月当选亚投行首任行长。2020年连任亚投行行长。

### 兼職教授
金立群是北京外国语大学、南开大学兼职教授、博士生导师。

## 家庭
女儿金刻羽，在父親擔任財政部副部長期間內赴美求學，於哈佛大学獲得经济学博士，现任伦敦政经学院终身副教授。

## 著作及翻译

### 著作
- 《世界金融新秩序》，中信出版社，2016年，与林毅夫、李稻葵、余永定、马克·乌赞合著，ISBN 9787508659459
- 《“一带一路”引领中国》，中国文史出版社，2015年，与林毅夫合著，ISBN 9787503466762
- 《经济发展》，经济科学出版社，2002年，与尼克拉斯·斯特恩 合著，ISBN 9787505830264
- 《新国际金融体制与中国》，经济科学出版社，2000年，ISBN 9787505823143
- 《英汉法汉财政金融词典》，今日中国出版社，2000年，ISBN 9787507209686

### 翻译
- 《摩根财团》，江苏文艺出版社，2014年，ISBN 9787539966830